# يان بيكر (سياسي)
يان بيكر (بالإنجليزية: Ian Baker)‏ هو سياسي أسترالي، ولد في 13 مايو 1944. حزبياً، نشط في حزب العمال الأسترالي. وقد انتخب عضو الجمعية التشريعية فيكتوريا.